# Половников, Денис Александрович
Денис Александрович Половников (род. 5 апреля 1975 года) — советский, российский и казахстанский игрок в хоккей с мячом, вратарь, тренер, мастер спорта России (1994), мастер спорта международного класса Республики Казахстан (2005).

## Карьера

### Клубная
Начал играть в хоккей с мячом в 1982 году в Кирове в детской команде «Дружба», с 1985 года — в школе «Родины», где его тренером стал Юрий Бушуев.
С августа по октябрь 1991 года был игроком алма-атинского «Динамо».
С 1991 по 2006 год в составе «Родины», побеждая в своём первом сезоне в турнире команд первой лиги. В составе команды добивается наилучшего результата «Родины» в чемпионатах страны — бронзовых медалей чемпионата России сезона 2005/06.
В 2006 году перешёл в московское «Динамо». За четыре сезона в составе московских динамовцев четырежды побеждает в чемпионате России, трижды — в Кубке европейских чемпионов, дважды — в Кубке России, Кубке мира и Кубке чемпионов Эдсбюна, в сезоне 2006/07 — во всех клубных турнирах сезона.
С 2010 по 2012 год защищал ворота казанского «Динамо», в сезоне 2010/11 побеждая в чемпионате России (2011) и Кубке мира (2010).
В декабре 2010 года в составе сборной Кировской области принял участие в Международном турнире на призы Правительства России.
С 2012 по 2014 год вновь в составе «Родины», завершив в команде игровую карьеру.

### Сборная Казахстана
В составе сборной Казахстана принял участие в четырёх чемпионатах мира, бронзовый призёр турнира 2005 года.

### Тренерская деятельность
После завершения игровой карьеры, вошёл в тренерский штаб «Родины», в котором отвечал за подготовку вратарей.
В первой половине сезона 2018/19 совмещал должность старшего тренера команды и директора клуба «Родина» («Центра развития хоккея с мячом»).
С середины и до завершения сезона 2019/20 исполнял обязанности главного тренера команды.
В феврале 2021 года Контрольно-дисциплинарным комитетом Федерации хоккея с мячом России был оштрафован на 250 тысяч рублей, а также дисквалифицирован на 1,5 года. Действия Половникова трактовались КДК ФХМР как «оскорбительные выражения в адрес судейской бригады и противоправные действия».

## Достижения
«Родина»
 Бронзовый призёр чемпионата России: 2005/06

 Бронзовый призёр Кубка России: 2002/03

 Чемпион России по мини-хоккею (2): 1995, 2004

 Бронзовый призёр чемпионата России по мини-хоккею: 1993, 1998, 2000

 Чемпион СССР среди юношей: 1992 

 Чемпион СССР среди младших юношей: 1991 

 Победитель турнира «Плетёный мяч»: 1988
«Динамо» (Москва)
 Чемпион России (4): 2006/07, 2007/08, 2008/09, 2009/10 

 Обладатель Кубка России (2): 2006, 2008 

 Бронзовый призёр Кубка России (1): 2009 

 Обладатель Кубка европейских чемпионов (3): 2006, 2008, 2009 

 Финалист Кубка европейских чемпионов (1): 2007 

 Обладатель Кубка мира (2): 2006, 2007 

 Обладатель Кубка чемпионов Эдсбюна (2): 2006, 2008
«Динамо-Казань»
 Чемпион России (1): 2010/11 

 Серебряный призёр чемпионата России (1): 2011/12 

 Обладатель Кубка мира (1): 2011
Сборная СССР/России (юниорская, юношеская)
 Чемпион мира среди юниоров: 1994 

 Серебряный призёр чемпионата мира среди юношей: 1991
Сборная Казахстана
 Бронзовый призёр чемпионата мира (1): 2005
Личные
- Лучший вратарь чемпионата мира среди юношей: 1991

### Комментарии
1. ↑  Количество игр и пропущенных мячей за клуб(ы) в высшем дивизионе чемпионатов СССР/СНГ/России
2. ↑  Результативные передачи